# Legião Judaica

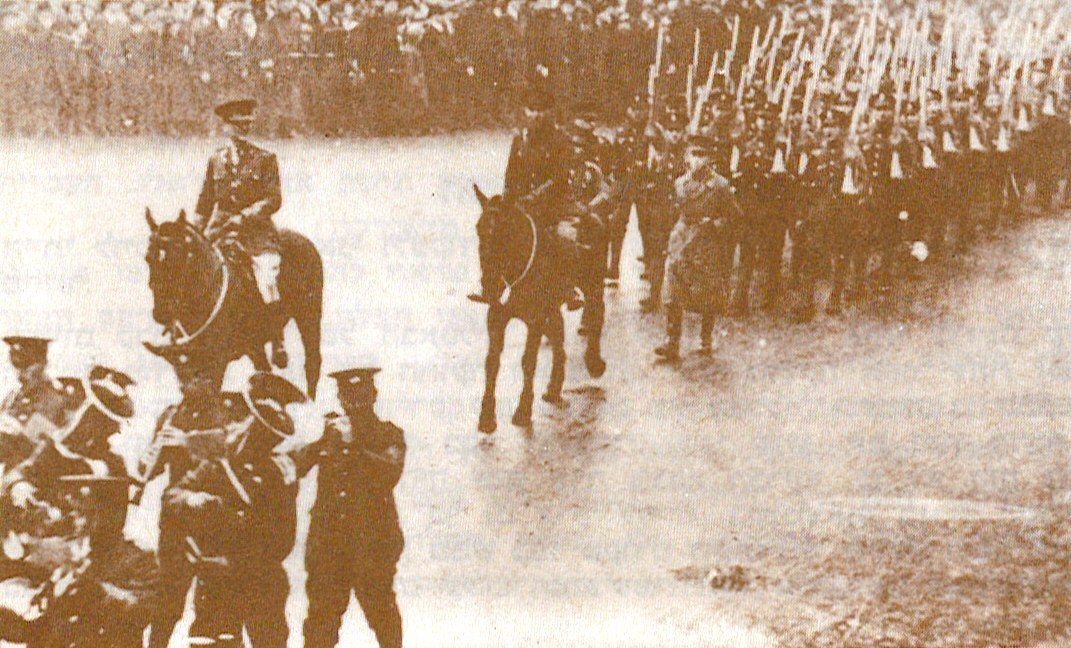
A legião, em 1918.

A Legião Judaica (em inglês Jewish Legion, em hebraico:  הגדודים העבריים) era um conjunto de cinco batalhões de voluntários judeus estabelecido como o 38º batalhão de Fuzileiros reais do Exército Britânico. A primeira unidade, conhecida como a Zion Mule Corps, foi formada em 1915 pelos esforços de Joseph Trumpeldor e Zeev Jabotinsky durante a Primeira Guerra Mundial, quando o Reino Unido esteve em guerra contra os turcos otomanos, momento em que os sionistas em todo o mundo viram uma oportunidade para promover a ideia de uma "Pátria Nacional Judaica".